# Coupe d'Union soviétique de football 1977
Navigation
Édition 1976 Édition 1978
La Coupe d'Union soviétique 1977 est la 36e édition de la Coupe d'Union soviétique de football. Elle se déroule entre le 27 mars et le 13 août 1977.
La finale se joue le 13 août 1977 au stade Dinamo de Moscou et voit la victoire du Dinamo Moscou, qui remporte sa cinquième coupe nationale aux dépens du Torpedo Moscou. Ce succès lui permet de se qualifier pour la Coupe des coupes 1977-1978.

## Format
Quarante-huit équipes prennent part à cette édition, soit l'intégralité des participants aux deux premières divisions soviétiques à qui sont ajoutés douze clubs de la troisième division.
Le tournoi se divise en six tours, à l'issue desquels le vainqueur de la compétition est désigné. Les équipes de la première division font leur entrée en lice lors du deuxième tour.
Chaque confrontation prend la forme d'une rencontre unique jouée sur la pelouse d'une des deux équipes. En cas d'égalité à l'issue du temps réglementaire d'un match, une prolongation est jouée. Si celle-ci ne suffit pas à départager les deux équipes, le vainqueur est désigné à l'issue d'une séance de tirs au but.

## Résultats

### Premier tour
Les rencontres de ce tour sont jouées le 27 mars 1977.
| Date         | Domicile                          | Score                | Extérieur                   |
| ------------ | --------------------------------- | -------------------- | --------------------------- |
| 27 mars 1977 | Torpedo Koutaïssi (D2)            | 0 - 1                | (D3) Metallist Kharkov      |
| 27 mars 1977 | Terek Grozny (D2)                 | 3 - 2 ap             | (D2) Zvezda Perm            |
| 27 mars 1977 | SKA Kiev (D3)                     | 2 - 0                | (D3) Neftianik Fergana      |
| 27 mars 1977 | Rostselmach Rostov (D3)           | 0 - 1                | (D3) Fakel Voronej          |
| 27 mars 1977 | Machouk Piatigorsk (D3)           | 1 - 2 ap             | (D2) Pamir Douchanbé        |
| 27 mars 1977 | Guria Lantchkhouti (D3)           | 4 - 1                | (D2) Chinnik Iaroslavl      |
| 27 mars 1977 | Spartak Ordjonikidzé (D2)         | 1 - 1 ap (4 - 5 tab) | (D2) Dinamo Minsk           |
| 27 mars 1977 | Rubin Kazan (D2)                  | 0 - 2                | (D2) Spartak Moscou         |
| 27 mars 1977 | Nistru Kichinev (D2)              | 2 - 0 ap             | (D2) Dinamo Léningrad       |
| 27 mars 1977 | Metallourg Zaporojié (D2)         | 2 - 1                | (D3) Dinamo Brest           |
| 27 mars 1977 | Krivbass Krivoï Rog (D2)          | 1 - 2                | (D3) SKA-Khabarovsk         |
| 27 mars 1977 | FK Yanguier (D3)                  | 1 - 1 ap (6 - 5 tab) | (D2) Tavria Simferopol      |
| 27 mars 1977 | Ouralmach Sverdlovsk (D2)         | 0 - 2                | (D2) SKA Rostov             |
| 27 mars 1977 | Pakhtakor Tachkent (D2)           | 6 - 0                | (D3) Amour Blagovechtchensk |
| 27 mars 1977 | Kouzbass Kemerovo (D2)            | 0 - 1                | (D3) Iskra Smolensk         |
| 27 mars 1977 | Spartak Ivano-Frankovsk (uk) (D2) | 2 - 1 ap             | (D2) Kolkhotchi Achkhabad   |

### Seizièmes de finale
Les rencontres de ce tour sont jouées le 10 avril 1977. Cette phase voit l'entrée en lice des équipes de la première division 1977.
| Date          | Domicile                          | Score                | Extérieur                      |
| ------------- | --------------------------------- | -------------------- | ------------------------------ |
| 10 avril 1977 | Spartak Moscou (D2)               | 3 - 1                | (D1) Lokomotiv Moscou          |
| 10 avril 1977 | Fakel Voronej (D2)                | 2 - 3                | (D1) Kaïrat Alma-Ata           |
| 10 avril 1977 | Terek Grozny (D2)                 | 1 - 2                | (D1) Dniepr Dniepropetrovsk    |
| 10 avril 1977 | SKA Kiev (D3)                     | 2 - 0                | (D1) Tchernomorets Odessa      |
| 10 avril 1977 | Metallist Kharkov (D3)            | 2 - 2 ap (2 - 4 tab) | (D1) Karpaty Lvov              |
| 10 avril 1977 | SKA-Khabarovsk (D3)               | 0 - 2                | (D1) Dinamo Kiev               |
| 10 avril 1977 | SKA Rostov (D2)                   | 0 - 2                | (D1) Zaria Vorochilovgrad      |
| 10 avril 1977 | Nistru Kichinev (D2)              | 0 - 1 ap             | (D1) Chakhtior Donetsk         |
| 10 avril 1977 | Metallourg Zaporojié (D2)         | 0 - 1                | (D1) Zénith Léningrad          |
| 10 avril 1977 | Iskra Smolensk (D3)               | 3 - 1                | (D1) Krylia Sovetov Kouïbychev |
| 10 avril 1977 | Guria Lantchkhouti (D3)           | 0 - 1                | (D1) CSKA Moscou               |
| 10 avril 1977 | FK Yanguier (D3)                  | 0 - 1                | (D1) Dinamo Moscou             |
| 10 avril 1977 | Spartak Ivano-Frankovsk (uk) (D2) | 1 - 1 ap (6 - 5 tab) | (D1) Ararat Erevan             |
| 10 avril 1977 | Pakhtakor Tachkent (D2)           | 1 - 0                | (D1) Dinamo Tbilissi           |
| 10 avril 1977 | Pamir Douchanbé (D2)              | 0 - 1 ap             | (D1) Torpedo Moscou            |
| 10 avril 1977 | Dinamo Minsk (D2)                 | 5 - 0                | (D1) Neftchi Bakou             |

### Huitièmes de finale
Les rencontres de ce tour sont jouées les 17 et 18 juin 1977.
| Date         | Domicile                    | Score                | Extérieur                         |
| ------------ | --------------------------- | -------------------- | --------------------------------- |
| 17 juin 1977 | Iskra Smolensk (D3)         | 1 - 2                | (D2) Pakhtakor Tachkent           |
| 17 juin 1977 | CSKA Moscou (D1)            | 1 - 2                | (D3) SKA Kiev                     |
| 18 juin 1977 | Spartak Moscou (D2)         | 0 - 0 ap (1 - 3 tab) | (D1) Torpedo Moscou               |
| 18 juin 1977 | Chakhtior Donetsk (D1)      | 1 - 0                | (D2) Dinamo Minsk                 |
| 18 juin 1977 | Kaïrat Alma-Ata (D1)        | 0 - 2                | (D1) Dinamo Moscou                |
| 18 juin 1977 | Zénith Léningrad (D1)       | 2 - 0                | (D1) Karpaty Lvov                 |
| 18 juin 1977 | Dniepr Dniepropetrovsk (D1) | 1 - 3                | (D1) Zaria Vorochilovgrad         |
| 18 juin 1977 | Dinamo Kiev (D1)            | 2 - 0                | (D2) Spartak Ivano-Frankovsk (uk) |

### Quarts de finale
Les rencontres de ce tour sont jouées les 9 et 10 juillet 1977.
| Date            | Domicile                  | Score                | Extérieur               |
| --------------- | ------------------------- | -------------------- | ----------------------- |
| 9 juillet 1977  | Torpedo Moscou (D1)       | 1 - 0                | (D3) SKA Kiev           |
| 10 juillet 1977 | Dinamo Moscou (D1)        | 3 - 0                | (D1) Dinamo Kiev        |
| 10 juillet 1977 | Zénith Léningrad (D1)     | 1 - 1 ap (4 - 3 tab) | (D1) Chakhtior Donetsk  |
| 10 juillet 1977 | Zaria Vorochilovgrad (D1) | 1 - 0                | (D2) Pakhtakor Tachkent |

### Demi-finales
Les rencontres de ce tour sont jouées le 31 juillet et le 1er août 1977.
| Date            | Domicile                  | Score | Extérieur             |
| --------------- | ------------------------- | ----- | --------------------- |
| 31 juillet 1977 | Zaria Vorochilovgrad (D1) | 0 - 1 | (D1) Torpedo Moscou   |
| 1er août 1977   | Dinamo Moscou (D1)        | 2 - 1 | (D1) Zénith Léningrad |

### Finale
| Titulaires :      |                           |
|                   |                           |
|                   | Vladimir Pilguy           |
|                   | Anatoli Parov (en)        |
|                   | Aleksandr Novikov         |
|                   | Aleksandr Makhovikov      |
|                   | Aleksandr Bubnov          |
|                   | Alekseï Petrouchine       |
|                   | Mikhaïl Gerchkovitch (en) |
|                   | Oleg Dolmatov             |
|                   | Andreï Yakubik            |
|                   | Vladimir Kazatchionok     |
|                   | Aleksandr Minayev         |
|                   |                           |
| Entraîneur :      |                           |
| Aleksandr Sevidov |                           |

| Titulaires :    |                             |     |
|                 |                             |     |
|                 | Anatoli Zarapine (en)       |     |
|                 | Sergueï Prigoda (en)        |     |
|                 | Nikolai Khoudiev (en)       |     |
|                 | Vladimir Boutourlakine (ru) |     |
|                 | Vassili Joupikov (en)       |     |
|                 | Anatoli Degtiariov (ru)     | 61e |
|                 | Valeri Filatov (en)         |     |
|                 | Iouri Khlopotnov (ru)       |     |
|                 | Ievgueni Khrabrostine (en)  |     |
|                 | Vladimir Iourine (en)       |     |
|                 | Vladimir Sakharov (en)      | 46e |
|                 |                             |     |
| Remplaçants :   |                             |     |
|                 | Nikolaï Vassiliev (en)      | 46e |
|                 | Sergueï Petrenko            | 61e |
|                 |                             |     |
| Entraîneur :    |                             |     |
| Valentin Ivanov |                             |     |

| Titulaires :      |                           |
|                   |                           |
|                   | Vladimir Pilguy           |
|                   | Anatoli Parov (en)        |
|                   | Aleksandr Novikov         |
|                   | Aleksandr Makhovikov      |
|                   | Aleksandr Bubnov          |
|                   | Alekseï Petrouchine       |
|                   | Mikhaïl Gerchkovitch (en) |
|                   | Oleg Dolmatov             |
|                   | Andreï Yakubik            |
|                   | Vladimir Kazatchionok     |
|                   | Aleksandr Minayev         |
|                   |                           |
| Entraîneur :      |                           |
| Aleksandr Sevidov |                           |

| Titulaires :    |                             |     |
|                 |                             |     |
|                 | Anatoli Zarapine (en)       |     |
|                 | Sergueï Prigoda (en)        |     |
|                 | Nikolai Khoudiev (en)       |     |
|                 | Vladimir Boutourlakine (ru) |     |
|                 | Vassili Joupikov (en)       |     |
|                 | Anatoli Degtiariov (ru)     | 61e |
|                 | Valeri Filatov (en)         |     |
|                 | Iouri Khlopotnov (ru)       |     |
|                 | Ievgueni Khrabrostine (en)  |     |
|                 | Vladimir Iourine (en)       |     |
|                 | Vladimir Sakharov (en)      | 46e |
|                 |                             |     |
| Remplaçants :   |                             |     |
|                 | Nikolaï Vassiliev (en)      | 46e |
|                 | Sergueï Petrenko            | 61e |
|                 |                             |     |
| Entraîneur :    |                             |     |
| Valentin Ivanov |                             |     |